# Алекс Олмедо
Алекс Олмедо (ісп. Alex Olmedo; 24 березня 1936 — 9 грудня 2020) — колишній перуанський тенісист.
Найвищу одиночну позицію світового рейтингу — 2 місце досяг 1959 року (за даними Ленса Тінґея).
Здобув 21 одиночний титул.
Перемагав на турнірах Великого шолома в одиночному та парному розрядах.
Завершив кар'єру 1977 року.

## Фінали турнірів Великого шолома

### Одиночний розряд (2–1)
| Результат | Рік  | Турнір               | Покриття | Суперник    | Рахунок            |
| --------- | ---- | -------------------- | -------- | ----------- | ------------------ |
| Перемога  | 1959 | Чемпіонат Австралії  | Трава    | Ніл Фрейзер | 6–1, 6–2, 3–6, 6–3 |
| Перемога  | 1959 | Вімблдонський турнір | Трава    | Род Лейвер  | 6–4, 6–3, 6–4      |
| Поразка   | 1959 | Чемпіонат США        | Трава    | Ніл Фрейзер | 3–6, 7–5, 2–6, 4–6 |

### Парний розряд (1–1)
| Результат | Рік  | Турнір        | Покриття | Партнер       | Суперники                  | Рахунок                 |
| --------- | ---- | ------------- | -------- | ------------- | -------------------------- | ----------------------- |
| Перемога  | 1958 | Чемпіонат США | Трава    | Гем Річардсон | Сем Джаммалва Беррі Маккей | 3–6, 6–3, 6–4, 6–4      |
| Поразка   | 1959 | Чемпіонат США | Трава    | Батч Бухгольц | Рой Емерсон Ніл Фрейзер    | 6–3, 3–6, 7–5, 4–6, 5–7 |

### Мікст (1 поразка)
| Результат | Рік  | Турнір        | Покриття | Партнер     | Суперники                         | Рахунок       |
| --------- | ---- | ------------- | -------- | ----------- | --------------------------------- | ------------- |
| Поразка   | 1958 | Чемпіонат США | Трава    | Марія Буено | Ніл Фрейзер Маргарет Осборн Дюпон | 3–6, 6–3, 7–9 |

## Часова шкала результатів на турнірах Великого шлему
| W | Ф | ПФ | ЧФ | #Р | КТ | К# | DNQ | A | NH |

### Одиночний розряд
| Турнір                                 | 1951  | 1952  | 1953  | 1954  | 1955  | 1956  | 1957  | 1958  | 1959  | 1960  | 1961  | 1962  | 1963  | 1964  | 1965  | 1966  | 1967  | 1968  | 1969  | 1970  | 1971  | 1972  | SR     |
| -------------------------------------- | ----- | ----- | ----- | ----- | ----- | ----- | ----- | ----- | ----- | ----- | ----- | ----- | ----- | ----- | ----- | ----- | ----- | ----- | ----- | ----- | ----- | ----- | ------ |
| Відкритий чемпіонат Австралії з тенісу |       |       |       |       |       |       |       |       | П     |       |       |       |       |       |       |       |       |       |       |       |       |       | 1 / 1  |
| Відкритий чемпіонат Франції з тенісу   |       |       |       |       |       |       |       |       |       |       |       |       |       |       |       |       |       |       | 1р    |       |       | 1р    | 0 / 2  |
| Вімблдонський турнір                   |       |       |       |       |       |       | 1р    |       | 1959  |       |       |       |       |       |       |       |       | 3р    | 1р    |       |       | 2р    | 1 / 5  |
| Відкритий чемпіонат США з тенісу       | 1р    |       |       |       | 2р    | 4р    | 1р    | ЧФ    | Ф     |       |       |       |       |       |       |       |       | 3р    |       | 2р    | 1р    | 2р    | 0 / 10 |
| Strike rate                            | 0 / 1 | 0 / 0 | 0 / 0 | 0 / 0 | 0 / 1 | 0 / 1 | 0 / 2 | 0 / 1 | 2 / 3 | 0 / 0 | 0 / 0 | 0 / 0 | 0 / 0 | 0 / 0 | 0 / 0 | 0 / 0 | 0 / 0 | 0 / 2 | 0 / 2 | 0 / 1 | 0 / 1 | 0 / 3 | 2 / 18 |